# Heliotaurus
Heliotaurus es un género de coleópteros polífagos de la familia Tenebrionidae. Se encuentran en el Paleártico y en África.

## Especies
Estas son las especies del género Heliotaurus, algunas de las cuales habitan en Europa:
- Heliotaurus crassidactylus Seidlitz, 1896
- Heliotaurus distinctus (Laporte, 1840)
- Heliotaurus longitarsis Escalera, 1914
- Heliotaurus menticornis Reitter, 1872
- Heliotaurus ruficollis (Fabricius, 1781)
- Heliotaurus rufithorax Reitter, 1906
- Heliotaurus sanguinicollis Reitter, 1906
- Heliotaurus seidlitzi Reitter, 1906
- Heliotaurus subpilosus Seidlitz, 1896
- Heliotaurus tenuipes Seidlitz, 1896
- Heliotaurus theryi Escalera, 1926
- Heliotaurus tournieri Pic, 1896